# Total Bellas
Total Bellas é um reality show americano que estreou em 5 de outubro de 2016 no E!. É um spin-off do Total Divas e dá aos espectadores um outro olhar para a vida de Brie e Nikki Bella, juntamente com sua família e seus parceiros, Daniel Bryan e John Cena, respectivamente.

## Produção
Em 20 de abril de 2016 foi anunciado através do E! Online que Brie e Nikki Bella teriam um show spin-off intitulado Total Bellas. O show gira em torno da vida das gêmeas e de sua família.
Em 16 de novembro de 2016 o E! renovou o Total Bellas para uma segunda temporada de 8 episódios.

## Elenco

### Principal
- Brie Bella
- Nikki Bella
- Daniel Bryan
- John Cena

### Recorrente
- Kathy Colace (mãe de Brie e Nikki)
- JJ Garcia (irmão de Brie e Nikki)
- John Laurinaitis (empregado da WWE e marido de Kathy Colace)
- Lauren "Lola" Garcia (esposa de JJ Garcia)

### Participações
- Lana
- Sami Zayn
- Sandra Gray (ex-costureira da WWE)

## Episódios
| No. | Title                    | Transmissão original  | Código de produção | Espectadores nos EUA (em milhões) |
| --- | ------------------------ | --------------------- | ------------------ | --------------------------------- |
| 1   | "The Cena House Rules"   | 5 de outubro de 2016  | 101                | 0.63                              |
| 2   | "Quickie Fix"            | 12 de outubro de 2016 | 102                | 0.75                              |
| 3   | "Who's the Boss?"        | 19 de outubro de 2016 | 103                | 0.62                              |
| 4   | "Bryan's Breaking Point" | 26 de outubro de 2016 | 104                | 0.63                              |
| 5   | "Bella Family Secrets"   | 2 de novembro de 2016 | 105                | 0.53                              |
| 6   | "Wedding Mania"          | 9 de novembro de 2016 | 106                | 0.66                              |